# إدارة المخلفات في أستراليا

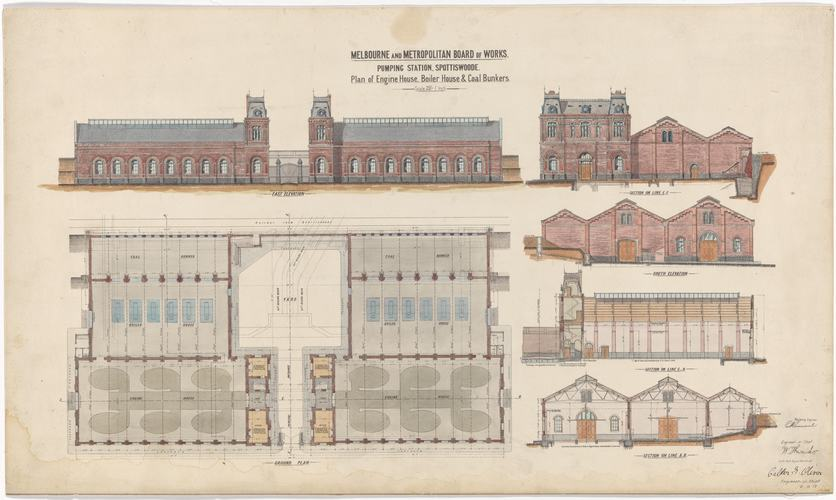

بدأ تطبيق إدارة المخلفات في أستراليا بمثابة نظام حديث بحلول النصف الثاني من القرن التاسع عشر، مع تطورها المدفوع بالتقدم التكنولوجي والصحي. تُنظم إدارة المخلفات في أستراليا حاليًا على كل من المستوى الاتحادي والولائي. تُعد وزارة إدارة البيئة والطاقة (دي إي إي) في الكومنولث هي المسؤولة عن الإطار التشريعي الوطني.
تمتلك إدارة المخلفات تأثيرات وتطبيقات مختلفة اعتمادًا على الديناميكيات الجغرافية والسكانية والسلوكية التي تتعلق بها. رُوّج في أستراليا لعدد من التقارير والحملات التي تتعلق بإدارة المخلفات.
يمر النظام بعملية. الإصلاح من أجل إنشاء تشريع قائم على الاقتصاد أكثر اتساقًا ودائرية، وقاعدة بيانات أكثر موثوقية وقوة، وصناعة محلية أكثر استقلالية. وقد أعاقت هذه العوامل تطور الصناعة والعلاقات بين الدول.

## تصنيف المخلفات
الهدف النهائي لتصنيف المخلفات هو الحفاظ على صحة الإنسان والبيئة عن طريق تحديد خصائصها بشكل مناسب. وُضعت تصنيفات مختلفة من مصادر متعددة على مر السنين، ما أدى في النهاية إلى وجود مجموعة متنوعة من الأنظمة والتعاريف.
نفذت كل دولة أنظمتها الخاصة بمصطلحات محددة. يمكن تطبيق تصنيفات إضافية في حالة الاستقصاءات والتقارير التي تقدمها الصناعات والشركات. قد يجري التعامل مع نفس المواد بشكل مختلف في حالة الهياكل التنظيمية التي تصنفها على أنها «مخلفات» أو «موارد».
طُوّر النظام الوطني لتصنيف النفايات بصفته مشروعًا فرعيًا لقاعدة بيانات النفايات الأسترالية (إيه دبليو دي، 1990)، ولكنه لم يُنفذ على نطاق واسع. وقد سلطت منظمة الكومنولث للبحوث العلمية والصناعية (سي إس أيرو) الضوء على فوائده -بالنسبة لصانعي السياسات والمصنعين والمجتمعات المحلية- ومع ذلك، كشفت دراسة أُجريت في عام 2011 أن تسمانيا والإقليم الشمالي فقط متوافقتان تمامًا معه، ولا توجد سوى ولايتان توافقتا جزئيًا، وهما نيوساوث ويلز وأستراليا الغربية. وفي تلك المناسبة، أعربت وزارة البيئة والطاقة أيضًا عن التزامها بتقديم نظام نهائي ومنسق. جرى التقدم في اتجاه توحيد نظام حديث ومُرتبط بالتعديلات التشريعية التي حدثت في الخمسة عشر عامًا الماضية.
يُعد تعريف ولاية فيكتوريا لمصطلح «المخلفات» في «قانون حماية البيئة لعام 1970» أحد التعريفات المُقدمة لها، والذي وصفها بأنها «أي مادة، سواء كانت صلبة أو سائلة أو غازية أو مشعة، تُصرف أو تُبعث أو تُودع في البيئة في هذا الحجم أو الكثافة أو الطريقة التي تؤدي إلى تغيير البيئة». يُعرف تقرير النفايات الوطنية لعام 2018 المخلفات بأنها «مواد أو منتجات غير مرغوب فيها أو جرى التخلص منها أو رفضها أو التخلي عنها». تضمن هذا التصنيف المواد القابلة لإعادة التدوير ومواد تحويل المخلفات إلى طاقة ضمن فئة المخلفات، واستبعد تلك التي لم تخضع لإعادة المعالجة قبل إعادة استخدامها.
حُددت ثلاثة تيارات للنفايات في أستراليا بشكل عام:
1. المخلفات الصلبة البلدية (إم إس دبليو).
2. المخلفات التجارية والصناعية (سي & آي).
3. مخلفات البناء والهدم (سي & دي).

يُصنف جمع النفايات الصلبة ورفعها ضمن الفئة الأولى، ويُعد كلًا من اللدائن المرنة والورق والمواد العضوية هي مكوناته الرئيسية.
تندرج الأخشاب واللدائن والمعادن ضمن الفئة الثانية، التي تُعتبر أنها تمثل مصدرًا مثاليًا وقيمًا لمواد إعادة التدوير.
عادة ما تكون مخلفات البناء والهدم خاملة، مثل الخرسانة والصلب والأرض المحفورة.

### قواعد البيانات
وجب على إدارة النفايات الأسترالية أن تتقيد على مر السنين بالندرة العامة للبيانات المُقدمة من الشركات والمؤسسات. وكانت التحليلات الإحصائية المُقدمة ذات فائدة متباينة بالنسبة للأجهزة الحكومية.
تُعزى القضايا الرئيسية إلى الافتقار إلى الاتساق والمنهجية والخبرة الميدانية وفعالية التشريعات. تزيد  الأنظمة المختلفة والتصنيفات والمصطلحات التقنية المُعتمدة من قبل كل ولاية قضائية، والتي تتطلبها طبيعة الجهات المعنية ونوعها، من التعقيد في كل من عمليات جمع البيانات والمشاحنات، إذ يمكن أن تتداخل البيانات حتى في حال تشابهها. أفاد تحقيق أجراه مكتب حكومي في عام 2006 أن بيانات قطاع إدارة النفايات غير متسقة وغير مكتملة وخاضعة للتحيزات.
دعم مستوى ثقة البيانات من القدرة على إنتاج سياسات رنانة، وخاصة تلك المتعلقة بالإدارة المستدامة للموارد.
جرت محاولات لإنشاء نظام منسق، ولكن أعاقت تكاليف الإدارة المرتبطة بإصلاح التشريعات المستخدمة بالفعل نجاح هذه المشاريع. تُعد «الاستراتيجية الوطنية لتقليل المخلفات وإعادة التدوير» التي وُضعت في تسعينيات القرن العشرين لمراجعة إنجازات عام 1992، هي المحاولة الأولى غير الناجحة للإبلاغ الوطني عن المخلفات. تحسنت الجودة في النهاية في العقد التالي، لكن المعايير المختلفة بين السنوات كانت تعني أيضًا أنه لا يمكن استيعاب التوجهات بمجرد الرجوع إلى التقارير المختلفة التي كُلف بإعدادها في ذلك الوقت.
بدأ تطبيق نظام بيانات أكثر اتساقًا بعد إصدار «سياسة المخلفات الوطنية» لعام 2009. طُورت وصُودق عليها من قبل جميع الدول في عام 2015، وتمثل ستة من نسخها السنوية قاعدة بيانات النفايات الوطنية في الوقت الحالي.
تُنفذ منهجية التحقق والتثبت من البرمجيات من خلال بعض الأبحاث، وذلك من أجل تقليل التحيزات وتقليل حدوث الأخطاء.

## نظام الإدارة الحالي

### المبادئ
أُطلق على الإطار الذي يعمل عليه التشريع حاليًا «3 آرز بلاس 1 ]هرم النفايات[»: التخفيض وإعادة الاستخدام وإعادة التدوير واسترداد الطاقة. يُعتبر الغرض من هذا النهج هو أن يكون موجهاً نحو مبادئ الاقتصاد الدائري. استقبل النظام باحثين منتقدين (غير مقتنعين بالدائرية الفعلية للاقتصاد المقترح)، وكذلك من المؤسسات التي تحث على التطبيق الملموس لمبادئها.
السبب الرئيسي لقيادة النقاد هو أن الاقتصاد الدائري الحقيقي يجب أن يفضل تجنب الهدر على إعادة استخدامه وإعادة تدويره (بما يتماشى مع مبادئ التسلسل الهرمي للنفايات)، بينما لم يجري اتخاذ إجراءات واضحة تجاه الهدف السابق.

#### هرم النفايات
يصف التسلسل الهرمي للنفايات الأولويات المرتبطة بإدارة النفايات من خلال ترتيب تفضيلي، على أساس كفاءة كل إستراتيجية من استراتيجياتها تجاه إنتاج المنتج واستخدامه والتخلص منه. يُمثل في الغالب على شكل هرم عكسي، من الدرجة الأولى «الحل الأكثر تفضيلاً» إلى الدرجة الأخيرة «الحل الأقل تفضيلاً». يحدد التسلسل الهرمي للنفايات الكفاءة بمثابة هدف، والإفراط في الاستهلاك بمثابة حدث يمكن تجنبه وغير ضروري يمكن تحويله عن طريق التغييرات المناسبة في سلوك المستهلك.
يخدم التخلص من النفايات، من الناحية النظرية، باعتباره أسوأ فرضية ممكنة؛ وأما من الناحية العملية، يُعتمد استخدام مدافن النفايات على نطاق واسع. يحدث هذا الأمر لأن التسلسل الهرمي غير مناسب في كل الظروف: يجب تنفيذ تقييم التكاليف والفوائد وفق استفتاء يُجرى على التسلسل الهرمي.
انتشر تطبيق التسلسل الهرمي لإدارة النفايات بصفته دليلًا للسياسات الوطنية على نطاق واسع منذ العقد الأخير من القرن العشرين، وهو عنصر رئيسي في «الاستراتيجية الوطنية للحد من النفايات وإعادة التدوير».
استُخدمت مختلف التسلسلات الهرمية لإدارة النفايات التي تنفذها كل ولاية قضائية، في أعمال مختلفة وفي أوقات مختلفة، على الرغم من تطابقها تقريبًا في الوظائف والهياكل. تناولت ولاية كوينزلاند التسلسل الهرمي لإدارة النفايات في «قانون الحد من النفايات وإعادة التدوير لعام 2011»؛ ويُعد في فيكتوريا جزءًا من أسس «قانون حماية البيئة لعام 1970»؛ وينعكس في نيوساوث ويلز في «قانون تجنب تشكل المخلفات واسترداد الطاقة لعام 2001».